# Paradactylopodia brevicornis
Paradactylopodia brevicornis är en kräftdjursart som först beskrevs av Claus 1866. Enligt Catalogue of Life ingår Paradactylopodia brevicornis i släktet Paradactylopodia och familjen Thalestridae, men enligt Dyntaxa är tillhörigheten istället släktet Paradactylopodia och familjen Dactylopusiidae. Arten är reproducerande i Sverige. Inga underarter finns listade i Catalogue of Life.